# Todrick Hall
Todrick Hall (Plainview, 4 aprile 1985) è un cantautore, ballerino e personaggio televisivo statunitense.
Dopo aver partecipato alla nona edizione di American Idol ed essere arrivato in semifinale, Hall è diventato popolare su YouTube pubblicando svariati video contenenti musica originale, parodie ed esibizioni da drag queen. Il successo in quest'ambito è stato tale da spingere MTV a produrre uno speciale interamente dedicato a lui. Successivamente, Hall ha partecipato più volte come drag queen e giudice al popolare programma televisivo RuPaul's Drag Race ed ha lavorato come ballerino per artisti come Taylor Swift.
Per quanto riguarda la sua attività musicale, Hall ha pubblicato vari album musicali come artista indipendente, collaborando anche con artisti di rilievo come Brandy, Jordin Sparks, Ciara e Nicole Scherzinger. Fin dal debutto, Hall ha lavorato anche come attore a Broadway apparendo in numerosi musical.

## Carriera

### Esordi e formazione
Nato da una madre single che si è successivamente sposata dandogli anche un fratello minore, Hall ha frequentato una scuola in cui veniva dato molto spazio allo sport ma pochissimo alle arti. Ciononostante, fu proprio una maestra delle scuole elementari ad iniziarlo al mondo delle arti teatrali. Hall ha affermato di non essersi mai integrato molto bene nel contesto familiare, di aver sempre percepito qualcosa di "diverso" in lui anche prima di capire di essere gay: da piccolo amava giocare con giocattoli classicamente femminile e sognava di diventare "come quelle donne nere capaci di prendere note assurde" o come le principesse Disney. Hall aveva inoltre paura del coming out, in quanto temeva di essere giudicato negativamente dalle persone che gli stavano attorno. In ogni caso, Hall ha capito in via definitiva di essere omosessuale soltanto durante l'adolescenza, ed ha fatto coming out a 15 anni.
A partire dall'età di 16 anni, Todrick Hall inizia ad esibirsi in vari locali nei weekend, riuscendo dopo un po' di gavetta ad avere accesso a sempre più palchi, anche rinomati come quello del Walt Disney Parks and Resorts. Nel 2006 ottiene un ruolo minore nel musical di Broadway The Color Purple, con protagoniste Oprah Winfrey e Fantasia Barrino. Proprio lavorare con la Barrino lo spingerà a tentare la strada di American Idol. Successivamente Hall recita in un altro musical, Memphis: The Musical e apre il suo canale YouTube, che negli anni successivi gli ha poi garantito una notevole popolarità. I suoi video hanno iniziato ben presto ad ottenere una certa popolarità: l'artista ha successivamente dichiarato di aver capito subito che questa strada gli avrebbe donato una notorietà maggiore rispetto al teatro. Nel 2008 realizza un video di tipo musicale in cui canta il brano Hard To Say Goodbye di Laura Branigan, ottenendo un successo notevole.

### American Idol, fama su YouTube, Somebody's Christmas (2009 - 2013)
Nel 2009, Hall partecipa alle audizioni per entrare a far parte del programma televisivo American Idol, riuscendo ad entrare a far parte dello show. Hall ha modo di farsi apprezzare dal pubblico americano, che lo porta avanti fino alla semifinale. Successivamente, Hall ha dichiarato di essersi pentito di non essere stato al 100% se stesso all'interno dello show. Nel 2010, conclusa tale esperienza televisiva, pubblica l'album natalizio Somebody's Christmas.
Anche se fuori dallo show non ottiene alcun contratto discografico, l'artista guadagna moltissima popolarità su YouTube pubblicando numerosi video virali in cui si esibisce sempre più spesso come drag queen. In molti di questi video Hall presenta della musica inedita, lancia flashmob, omaggia artisti famosi, si dedica insomma a tutto campo all'attività musicale Nel 2010 ritorna inoltre a recitare in Memphis. Successivamente continuerà a pubblicare materiale su YouTube, raggiungendo il massimo della popolarità fra 2011 e 2013. Nel 2013 pubblica il suo secondo album natalizio Dear Santa.

### Pop High, docuserie, Straight Outta Oz, RuPaul's Drag Race (2014 - 2017)
A partire dal 2014, Todrick Hall inaugura una sorta di serie parodica su YouTube chiamata Pop Star High, la cui l'ambientazione è un mondo in cui varie popstar vanno a scuola insieme. Fra le star parodiate nello show troviamo Lady Gaga, Beyoncé, Britney Spears, Nicki Minaj, Christina Aguilera, Justin Timberlake, Taylor Swift, Ne-Yo, Kanye West, Eminem, Jay-Z e Tyga.  Nel 2015 è inoltre coinvolto in due docuserie: Todrick su MTV, interamente dedicata a lui, e Huge On The Tube su VH1.
A partire dal 2016, Todrick Hall viene coinvolto nello show televisivo RuPaul's Drag Race: la sua prima apparizione avviene proprio in un episodio dedicato al Mago di Oz. Il suo successo nello show è talmente notevole che la sua presenza viene confermata più volte negli anni a venire, talvolta come performer e talvolta come giudice. Nel 2016 pubblica il visual album Straight Outta Oz, coinvolgendo artisti di successo come Jordin Sparks e Nicole Scherzinger nel progetto. Hall dichiara di aver impiegato sole 6 settimane per scrivere le canzoni incluse nel progetto e 2 settimane per filmare il tutto.
Successivamente Hall porta avanti un tour per la promozione del progetto, che viene tuttavia interrotto nel momento in cui l'artista viene chiamato nuovamente a Broadway affinché interpreti un ruolo nel musical Kinky Boots. Il ruolo gli viene concesso senza audizioni; Hall si esibisce per 155 volte in questo spettacolo e riceve ottime critiche dai professionisti. L'artista riprende in mano il tour nel 2017, esibendosi in Nord America, Europa e Australia. Nell'agosto 2017 Hall collabora per la prima volta con Taylor Swift come ballerino nel video di Look What You Made Me Do: nasce una buona amicizia fra i due, e così Hall viene selezionato come ballerino anche per i tour successivi dell'artista e nel 2019 fa un cameo in un altro suo video, You Need To Calm Down, co-prodotto dallo stesso Todrick.
Alla fine del 2017 Hall è coinvolto in un altro musical di Broadway, l'ennesima versione di Chicago. Proprio durante la sua partecipazione, lo spettacolo ottiene la sua miglior settimana d'incassi dopo ben 21 anni di programmazione. A dicembre dello stesso anno, la rete televisiva AwesomeTV realizza un documentario su Straight Outta Oz e Hall prende parte alla colonna sonora del film Pitch Perfect 3.

### Forbidden, Haus Party, Quarantine Queen (2018 - 2020)
Nel 2018 Hall pubblica il suo terzo album Forbidden, successivamente promosso attraverso un tour mondiale. L'album include anche una collaborazione con Brandy. Nel 2019 l'artista annuncia una nuova trilogia di EP intitolata Haus Party e lancia il singolo I Like Boys come primo estratto, accompagnato dal relativo video musicale. Seguono altri singoli tra cui Wig e Nails, Hair, Hips, Heels, tutti accompagnati da videoclip. I brani ottengono un discreto successo commerciale. Nel corso del 2019 vengono dunque pubblicati i primi due EP della trilogia; nel secondo è presente anche la cantante R&B Ciara in un remix di Nails, Hair, Hips, Heels.
Nel 2020 Todrick Hall ha pubblicato un EP intitolato Quarantine Queen, il quale contiene esclusivamente brani scritti ed incisi durante la quarantena dovuta alla pandemia da COVID-19. L'artista ha inoltre in programma di tornare in tour nel 2021, completando una tournée iniziata appunto nel 2019 per promuovere gli EP Haus Party. Nel dicembre 2020 pubblica una versione natalizia del brano Nails, Hair, Hips, Heels intitolata Bells, Bows, Gifts, Trees.

### Femuline, Algorhythm(2021 - presente)
Nel febbraio 2021 collabora con Brandy in un video celebrativo del musical degli anni '90 Cenerentola, di cui la cantante è protagonista. Il 4 giugno 2021 pubblica il singolo Boys in the Ocean; il successivo 8 giugno pubblica l'album Femuline, che include collaborazioni con Brandy, Nicole Scherzinger, Chaka Khan e Tyra Banks. Sempre nel 2022 prende parte alla trasmissione The Masked Singer, classificandosi secondo. Nel 2022 Hall prende parte a Celebrity Big Brother in qualità di concorrente, classificandosi secondo. Conclusa tale esperienza pubblica l'album Femuline Gaymeova. Il 1º giugno 2022 pubblica l'album Algorhythm, il quale segna un cambio di stile musicale rispetto ai due album precedenti. Segue una collaborazione con Chance Dalton nel singolo Snow Falling. Nel 2023 viene annunciata la sua partecipazione al musical teatrale Burlesque, diretto da Steve Antin e prodotto esecutivamente da Christina Aguilera, nelle vesti di produttore di alcuni brani musicali.

## Stile e influenze

### Voce e stile musicale
Vocalmente, Todrick Hall è definito come baritono. La sua voce è in grado di raggiungere il falsetto. Nella sua carriera, l'artista ha pubblicato sia brani come cantante che brani come rapper, dividendosi fra vari generi musicali. In alcuni casi, le sue radici da artista da musical hanno influenzato anche la sua produzione.
A livello testuale, Todrick Hall alterna brani più leggeri a canzoni incentrate su tematiche sociali come la violenza da armi da fuoco, i pregiudizi verso la comunità LGBT e le persone di colore, il modo in cui la società vede le relazioni interrazziali. Non mancano tuttavia brani che trattano in maniera molto leggera temi come il coming out ed una stravaganza che l'artista sente come un tratto imprescindibile della propria personalità.
Come ballerino, Hall è solito esibirsi come drag queen o comunque sfoggiando costumi visivamente d'impatto. L'artista esegue coreografie prevalentemente hip-hop, create generalmente da lui stesso.

### Influenze
A livello musicale, Todrick da piccolo ambiva a diventare come "le donne di colore che prendono note assurde", e ci ta Jennifer Holiday come il modello di artista verso cui ambiva ai tempi. Un'altra grande fonte di ispirazione in quegli anni fu il celebre film Il Mago di Oz, una delle opere preferite dal giovane Tall.
Successivamente Tall si innamorò anche del musical Disney su Cenerentola con protagoniste Whitney Houston e Brandy Norwood, conclamando la sua passione per i musical. Per quanto riguarda l'attività di Youtuber, Hall ha affermato di averla scelta in quanto considerava tale piattaforma: "l'ideale per un giovane uomo gay, o per qualsiasi altro membro della categoria LGBTQ, per esprimere se stesso in libertà, senza dover temere giudizi".
Per il suo noto lavoro Straight Outta Oz, Hall ha affermato di essersi ispirato non solo a Il Mago di Oz ma anche ad altri visual album e musical quali Lemonade di Beyoncé, Hamilton di Lin-Manuel Miranda e Zootropolis della Disney.

## Discografia

### Album in studio
- 2010 - Somebody's Christmas
- 2013 - Dear Santa
- 2016 - Straight Outta Oz
- 2018 - Forbidden
- 2021 - Femuline
- 2022 - Femuline Gaymeova
- 2022 - Algorhythm

### Album live
- 2020 - Haus Party (Live in Atlanta, 2019)

### Colonne sonore
- 2014 - Pop Star High
- 2015 - MTV's Todrick: The Music, Vol. 1

### EP
- 2019 - Hous Party Part. 1
- 2019 - Hous Party Part. 2
- 2020 - Quarantine Queen
- 2021 - Hous Party Part. 3